# Daisendorf
Daisendorf är en kommun (tyska Gemeinde) i Bodenseekreis i delstaten Baden-Württemberg i Tyskland.
Kommunen ingår i kommunalförbundet Meersburg tillsammans med staden Meersburg och kommunerna Hagnau am Bodensee, Stetten och Uhldingen-Mühlhofen.